# Bili Bidjocka
Bili Bidjocka est un artiste peintre camerounais, né à Douala en 1962, qui vit à Paris depuis l'âge de 12 ans. Il travaille entre Paris, Bruxelles et New York.

## Biographie
En 1975, Bili Bidjocka emménage avec sa famille à Paris, où il étudie ensuite aux Beaux-Arts.
En 1985, il co-fonde l'association parisienne underground Les Frigos, destinée à soutenir des talents créatifs.
Il fait ses débuts d'artiste et de commissaire d'exposition en 1994 et travaille à plusieurs projets culturels. En 1995, il co-fonde le Matrix Art Project à New York, une plateforme de production et d'expérimentation. De 1998 à 2007, il pilote le centre d'art contemporain Matrix Art Project de Bruxelles, où il vit pendant ces années. En 2007, il revient à Paris.

## Œuvre
Le travail de Bili Bidjocka consiste en des installations, sculptures et projets conceptuels. Après une période de peinture, il réalise des installations qui recourent à l'écriture comme partie intégrante de son travail. Les processions et cérémonies camerounaises caractérisent son travail, offrant des métaphores pour faire réfléchir à la perte et à l'absence d'une part, à l'extase et au désir suspendu d'autre part.
Le critique d'art et commissaire d'exposition Simon Njami a paraphrasé la biographie de l'artiste et l'histoire de son œuvre pendant le Festivaletteratura de Mantoue en 2007, en présentant une vision différente de son travail. Le débat consiste en une critique à l'anthropologie eurocentrique qui pendant des siècles a dominé les représentations de l'Afrique.

### L'Écriture infinie
L'Écriture infinie est une œuvre de Bili Bidjocka, qui naît de l'exigence de l'artiste d'écrire le plus grand recueil de livres manuscrits au monde, à cause de la progressive extinction de l'écriture manuscrite, mise en place par la technologie.
L'œuvre est constituée par une série de livres de 6 000 pages blanches, de la longueur de 104 centimètres et de 100 kilogrammes. Le public est invité à écrire « comme si c'était la dernière chose qu'il peut faire, avant qu'on lui tranche la main », déclare l'artiste au  Festivaletteratura de Mantoue, en 2007.

### Skin
- Skin (panel), Albissola Marina

## Expositions
Bili Bidjocka a participé à de nombreuses expositions : biennale de Johannesburg (1997), biennale de La Havane (1997), Dakar (2000), de Taipei (2004) et de Venise ; il a présenté son travail au New Museum of Contemporary Art de New York ainsi qu'à à l'occasion de l'exposition itinérante « Africa Remix » (Düsseldorf, Londres, Paris, Tokyo, Johannesburg - 2005-2007).

### Liste sélective
- 2009 : « Détour Istanbul »[3]
- 2008 : « Détour », Paris et Berlin
- 2007 : 
  - « Check List », Biennale de Venise[2]
  - « Exhibition 02 » (collective), Exit11, Grand-Leez
- 2006 : 
  - «3. Echigo-Tsumari Art Triennial », Triennale d'Echigo-Tsumari, Niigata-ken
  - « Africa Remix - Contemporary Art of a Continent », Mori Art Museum, Tokyo
  - « Exhibition 00 » (collective), Exit11, Grand-Leez
- 2004 : 
  - « Do you believe in reality? », Taipei Biennial, Taïpeh
  - « El Corazón de las Tinieblas », CAAM, Las Palmas de Gran Canaria
- 2003 :
  - « Black President - The Art and Legacy of Fela Anikulapo-Kuti », New Museum of Contemporary Art, New York
  - « Transferts », Palais des Beaux-Arts[Quoi ?], Paris
- 2000 :
  - « Memórias Íntimas Marcas », Museum voor Hedendaagse Kunst Antwerpen (MuHKA), Anvers
  - « Reflection », Objectif, Hal, Anvers
  - « Paris pour escale », ARC musée d'Art moderne de la ville de Paris
  - « Dak'Art 2000 », Biennale de Dakar[4]
- 1999 : « Free Coke », The Greene Naftali Gallery, New York
- 1998 : 
  - « Los Carpinteros and Rivane Neuenschwander », New Museum of Contemporary Art, New York
  - « Crossing », USF Contemporary Museum, Tampa, États-Unis
- 1997 : 
  - « Alternating Currents », seconde biennale de Johannesburg
  - « 6 Biennale dell'Avana », La Havane

#### Généralités
- Iolanda Pensa (éd.), Public Art in Africa. Art et transformations urbaines à Douala /// Art and Urban Transformations in Douala, Genève, Metis Presses, 2017  (ISBN 978-2-94-0563-16-6).
- Joël Busca, L'arte contemporanea africana, L'Harmattan Italia, Turin, 2002, p. 115-120
  - éd. originale, Perspectives sur l'art contemporain africain, L'Harmattan, Paris, 2000.
- Eduardo Costa, "Report from Havana, The installation biennial", in Art in America, mars 1998.
- Dan Cameron, "Global Warming", Art Forum International, décembre 1997.

#### Sur l'artiste
- Nicolas Michel, « Bili Bidjocka, une expérience poétique », Jeune Afrique, 2010.
- Sean O'Toole, "Bili Bidjocka Focus: Begonias, the lure of travel, endless writing and an unfinished book", Freeze Magazine, 119, novembre-décembre 2008.
- Barbara Vanderlinden & Elena Filipovic, "The work of Bili Bidjocka" in Do you Believe in Reality, catalogue, Biennale de Taïpei, 2004.
- "The marriage of earth & night by Bili Bidjocka" in El corazon de las tinieblas, catalogue, 2002.
- Philippe Pirotte, "Bili Bidjocka: The Jet-lag Experiment", Nka: Journal of Contemporary African Art, 2001, vol. 15, p. 74-76.
- Max Borka, "De Kerst is Kort – Bili Bidjocka" in "Standard Magazin", décembre 1999.
- « Le Principe et la Faim », un projet de Bili Bidjocka, in "Atlantica International", 18, 1997.
- Franklin Sirmans, "Bili Bidjocka: Mélancholia, Sophistication, And Lightness", in Flash Art, 32, 204, 1997.
- « COLLAGE (JESUIS LA SEULE FEMME DE MAVIE...) », par Bili Bidjocka in "Gagarine", 1, 2, 1997.
- Robert Condon, "Writing the body: Bili Bidjocka and Bato", in Nka: Journal of Contemporary African Art, 1995, vol. 3, p.  60-63.

### Interview
- « Écriture Infinie (2011) » sur Vimeo.com